# 清水みさと
清水 みさと（しみず みさと、1992年3月5日 - ）は、日本の女優、タレント、元グラビアアイドルである。奈良県出身。JFNマネジメント所属。夫はお笑いコンビ・サバンナの高橋茂雄。日本大学芸術学部映画学科演技コース卒業。

## 略歴
幼少期から中学生頃までを奈良県橿原市で過ごし、中学生のときに神奈川県に転居。大学3年生の時にスカウトされたのがデビューのきっかけ。
「ミスFLASH2012」オーディションでファイナリストに選出され、2012年11月にファーストイメージDVDを発売してメジャーデビューしている。
2013年8月に発売された3枚目のイメージDVDがAmazonアイドルDVDランキング1位でロングセラーを記録し、『週刊プレイボーイ』（集英社）がブレイク必至のグラビアアイドルとして掲載し注目を集める。続けて発売された3枚目から10枚目のイメージDVDまで、8作連続1位の前代未聞の快挙を果たす。
『FRIDAY』（講談社）の表紙にも抜擢され、『SPA!』（扶桑社）、「リリーフランキー、みうらじゅんのグラビアン魂」の「グラビアン魂アワード2015」では、みうらじゅん個人賞を受賞している。
2016年8月、4枚目のイメージDVD『恋して、みさと先生!』のブルーレイ版発売記念イベントにて、同年3月に発売した10枚目のイメージDVD『みさとへ』が最後だったこと、当面グラビアをやる予定はないことを明かし、今後は主に女優として活動すると語った。
2017年11月、劇団「オーストラ・マコンドー」への入団を発表、劇団員になる。
2022年1月24日に発売された『週刊プレイボーイ』（6号、集英社）にて、久々のグラビアを披露。『週刊プレイボーイ』でのグラビアは7年ぶり。
2022年10月17日、飲料メーカー「サントリー」とサウナ検索サイト「サウナイキタイ」がコラボレーションした「のんあるサ飯」プロジェクトの「のんあるサ飯アンバサダー」に就任。
2022年12月19日、お笑いコンビ・サバンナの高橋茂雄との結婚を発表。

## 人物
笑いのツボが浅く天然ボケだが、ファンとの細かいエピソードも覚えているなど記憶力に長け、ブログやTwitterでは独特な表現とユニークな発想を披露している。
サウナ、読書、水中ウォーキングが趣味で、映画ではビリー・ワイルダーの作品等、特に1950年代～1980年代の洋画を、芸能では大学時代よりラーメンズ（小林賢太郎）を好んでいる。
特技として書道とピアノ演奏を嗜む他、炭酸飲料の一気飲みが得意と自称している。
姉が1人おり、自宅では関西弁を用いると語っている。
野球選手の吉田えりは中学3年時に同じクラスだった。
高校進学は母親とあみだくじで決め、大学進学は母親が「あんたは普通の学校に行ってもやめちゃうから、変わったことを勉強したほうがいい」と日本大学芸術学部を勧められた。大学の同期には中田クルミと松井薫平がいる。2014年3月に大学を卒業。
大のサウナ好きで、大学1年生の時から毎日のようにサウナに通っている。サウナーと呼ばれるサウナ好きが集まるイベントにも出演しており、Visit Finlandよりフィンランド・サウナ・アンバサダーに任命される。

## 出演

### テレビ

#### バラエティー・情報番組
- 日立 世界・ふしぎ発見! （2020年2月29日、TBS） - ミステリーハンター
- おもひで銭湯探訪（2021年6月13日、BS-TBS）
- サウナを愛でたい（2023年4月17日 - 7月17日、BS朝日） - ナレーター（壇蜜の代打）

### ドラマ
- 土曜ワイド劇場 おとり捜査官・北見志穂17（2013年6月8日、テレビ朝日）
- 連続テレビ小説 半分、青い。 第130回（2018年8月30日、NHK総合）[17]
- 湯遊ワンダーランド（2023年7月16日 - 、BSテレビ東京） - 塩塗り女 役[18]

### 舞台
2013年
- Shinobu's Brain In The Soup「～マザーフッカー～」（脚本・演出：坂上忍、8月6日 - 11日、「劇」小劇場）[19]

2014年
- Tambourine STAGE「好きよキャプテン」（10月8日 - 13日、新宿シアターモリエール） - 津田朋子／ハルビン妹／生徒会長 役（三役）[20]

2016年
- バンタムクラスステージ「ルルドの森（平成28年版）」（脚本・演出：細川博司、2月19日 - 28日、シアターKASSAI） - ヒロイン 平岡香乃子 役 [21]
- 柿喰う客「露出狂」（脚本・演出：中屋敷法仁、6月7日 - 26日、王子小劇場） - 野宮 役
- バンタムクラスステージ番外公園「THE SHORT CUTS SEVEN. バンタムクラスステージによる七つの物語。」（9月10日 - 19日、高円寺アトリエファンファーレ）
  - A2「黒豆」（脚本：吹原幸太） - ソフィー／ジェシカ 役
  - B1「ホーンテッド・ガール」 - ミランダ 役
  - C2「マリッジ・ディープ・ブルー改訂版」 - アニー 役

2017年
- 江古田のガールズ「パル子の激情」（脚本・演出：山崎洋平、1月20日 - 22日、本多劇場） - プリン 役[22]
- 「ゴーストシスターズ!」（2月9日 - 19日、ウッディシアター中目黒） - 主演・平坂麻里亜 役
- 制作「山口ちはる」プロデュース「春、さようならは言わない」（脚本・演出：山崎洋平、3月8日 - 12日、小劇場B1）- 鈴木幸子 役
- マコンドープロデュース「祖国は我らのために」（脚本：古川健〈劇団チョコレートケーキ〉・演出：倉本朋幸〈オーストラ・マコンドー〉、5月18日 - 28日、すみだパークスタジオ倉 THEATER-SO） - ソフィア・トーカレバ 役
- Jr.5 produce 第6回公演「霞の中の少年」（脚本・演出：小野寺健太郎、7月12日 - 18日、ウエストエンドスタジオ） - ヒロイン 木下千鶴 役
- 江古田のガールズproduce「解散」（脚本・演出：山崎洋平、8月12日 - 20日、サンモールスタジオ） - 白チーム（女優） 如月渚 役
- オーストラ・マコンドー 「お父さんとお母さん」（脚本・演出：倉本朋幸、10月26日 - 11月5日、新宿眼科画廊） - かな 役
- 江古田のガールズ本公演「地獄」（脚本・演出：山崎洋平、12月12日 - 17日、小劇場楽園） - 和子 役

2018年
- 山口ちはるプロデュース「千に晴れる」（脚本・演出：倉本朋幸、1月17日 - 28日、下北沢OFF・OFFシアター） - 陽子 役
- オフィス上の空プロデュース キ上の空論#8「おかえりのないまち。色のない」（作・演出：中島庸介、3月10日 - 18日、吉祥寺シアター） - 芽衣子 役
- 制作「山口ちはる」プロデュース「ビニール袋ソムリエ」（脚本：小林光、演出：倉本朋幸、3月29日 - 4月8日、すみだパークスタジオ倉 THEATER-SO） - ヒロイン ゆき 役
- 江古田のガールズ10周年記念特別公演「極楽」（劇作・脚本・演出：山崎洋平、6月16日 - 17日、紀伊國屋ホール）
- オフィス上の空×悪い芝居「アイスとけるとヤバイ」（脚本・演出：山崎彬、8月8日 - 12日、築地ブディストホール） - 主演 寿とがり 役
- オーストラ・マコンドー本公演「ありがたみをわかりながら死ね」（脚本、演出：倉本朋幸、8月23日 - 9月2日、下北沢小劇場楽園） - なつ 役
- キ上の空論#9「みどり色の水泡にキス」（作・演出：中島庸介、10月17日 - 24日、あうるすぽっと）
- ミニスキュル・シングス「あしたのあたし」（演出：吉田アミ + 立川貴一、11月3日、三鷹）
- マコンドープロデュース「空と東京タワーの隣の隣」（11月17日 - 12月2日、下北沢スターダスト）
- マコンドー特別企画「いちばんのおくりもの」（原作：フィリップ・ヴァン・ドーレン・スターン(「素晴らしき哉、人生!、演出：倉本朋幸、12月23日 - 25日、下北沢スターダスト）

2019年
- 倉山の試み「盆栽」（脚本：小路紘史、演出：倉本朋幸、2月9日 - 17日、下北沢スターダスト）
- キ上の空論「ひびのばら」（脚本・演出：中島庸介、3月27日 - 31日、東京芸術劇場 シアターウエスト）
- 悪い芝居 vol22「野性の恋」vol23「暴動のあと、さみしいポップニューワールド」（脚本・演出：山崎彬、5月24日 - 6月10日、東京芸術劇場 シアターウエスト / 大阪 HEP HALL） - 主演 夏木煙子 役
- オーストラ・マコンドー「some day」（脚本・演習：倉本朋幸、9月20日 - 29日、すみだパークスタジオ倉）
- 山口ちはるプロデュース「快物」（脚本：山崎彬、演出：倉本朋幸、11月1日 - 10日、下北沢「劇」小劇場） - ヒロイン

2020年
- オーストラ・マコンドー「俺も頑張る」（脚本・演出：倉本朋幸、6月20日 - 22日、ザ・スズナリ）

2021年
- 「粛々と運針」（脚本：横山拓也、演出：倉本朋幸、3月24日 - 28日、下北沢「劇」小劇場）
- オーストラ・マコンドー「孤独」（脚本・演出：倉本朋幸、7月30日 - 8月8日）

2025年
- 爍綽とvol.2「ワンス・アポン・ア・タイム・イン・バルコニー!!」（脚本・演出：萩田頌豊与、1月29日 - 2月2日、浅草九劇）[23]
- オーストラ・マコンドー 本公演「影のない女」（脚色・演出：倉本朋幸、3月24日 - 31日、吉祥寺シアター）[24]

### 映画
- MOOSIC LAB2017「意味なし人生ちゃん、宇宙へ」
- 魔女の宅急便（2014年3月1日公開、フィルムパートナーズ）
- すくってごらん（2021年3月12日公開、ROBOT）

### CM
- サッポロビール風味爽快ニシテ 温泉編／市場編（2017年3月 - ）
- ビッグモーター いちばん感想篇(4年連続)（2021年7月 - ）
- totonoü（2025年8月 - ）[25]

### ラジオ
- 清水みさとの、サウナいこ？（2020年3月 - 、Audee配信 / 2021年4月 - 、JFN系ネット）

### ポッドキャスト
- 清水みさと・岩田リョウコ ひとまず今日もいい日（2024年4月14日 - ）[26]

### イベント
- WOODONE「けん玉ワールドカップ廿日市2016」（2016年7月23日 - 24日、広島県・廿日市市スポーツセンターサンチェリー） - 公式トリックムービー(level.1-6)に出演
- サウナイトsession.002（2017年12月4日、渋谷LOFT9）[ブログ 4]
- サウナイトsession.006（2018年10月28日、池尻BPM）[27]

## 作品

### イメージDVD
※太字タイトルはBD版同時発売
1. ハニカミ果実（フルーツ）（2012年11月20日、ラインコミュニケーションズ）
2. ミルキー・グラマー（2013年5月24日、竹書房）
3. 大好き、みさと先生！（2013年8月23日、イーネット・フロンティア）
4. 恋して、みさと先生！（2014年1月23日〈DVD〉、2016年8月18日〈BD〉、ギルド）
5. ボクと妹のみさっちゃん（2014年5月22日、イーネット・フロンティア）
6. 一途なキモチ（2014年10月23日、ギルド）
7. みさっちゃんは断れない（2015年2月25日、ワニブックス）
8. ボクの新妻みさっちゃん（2015年6月25日、ワニブックス）
9. みさっちゃんは僕の彼女（2015年11月19日、ギルド）
10. みさとへ（2016年3月18日、イーネット・フロンティア）

### 写真集
- みさと先生（2015年3月25日、ワニブックス、撮影：西田幸樹）ISBN 978-4-8470-4722-0

### 電子書籍
- 清水みさと写真集「ハニカミ果実」（2013年4月29日、ラインコミュニケーションズ）
- 『恋して、みさと先生！』 清水みさと デジタル写真集（2015年3月6日、ラビリンス）
- ミニスカOL 訪問営業 清水みさと 必撮!まるごと☆（2015年9月18日、アイロゴス、撮影：斉木弘吉）
- 若妻の誘惑 狙われた僕 清水みさと 必撮!まるごと☆（2015年10月2日、アイロゴス、撮影：斉木弘吉）
- おうちデェト 清水みさと 必撮!まるごと☆（2015年10月9日、アイロゴス、撮影：斉木弘吉）
- 青空特別検診 清水みさと 必撮!まるごと☆（2015年11月6日、アイロゴス、撮影：斉木弘吉）
- みさとの谷間 清水みさと 必撮!まるごと☆（2015年11月13日、アイロゴス、撮影：斉木弘吉）
- 過激注意報発令中! 清水みさと1、2、DX [sabra net e-Book]（2015年11月20日、小学館、sabranet編集部）
- 清水みさと Complete vol.1 必撮!まるごと☆（2016年2月5日、アイロゴス、撮影：斉木弘吉）
- あなただけの私　清水みさと（2016年8月12日、サークルチェンジ）
- 清水みさと 触っても許してくれそう グラビア学園（2016年9月7日、グラビア学園）
- 清水みさと レオタードは恥ずかしい グラビア学園（2016年9月7日、グラビア学園）
- 清水みさと 上に参ります的コス グラビア学園（2016年9月7日、グラビア学園）
- <デジタル週プレ写真集> 伊藤しほ乃/菜乃花/清水みさと「ようこそ、乳の湯へ」（2016年9月9日、集英社、撮影：栗山秀作）
- 清水みさと 自撮り写真集 グラビア学園（2016年9月9日、グラビア学園）
- 清水みさと 一途なキモチ <上>（2016年9月23日、DEC）
- 社長、お電話です・・ 清水みさと（2016年10月7日、サークルチェンジ）
- Gカップ・トライ! 清水みさと3、4、DX [sabra net e-Book]（2016年10月21日、小学館、sabranet編集部）
- 清水みさと 一途なキモチ <下>（2016年10月21日、DEC）
- 今は授業中ですよ･･･　清水みさと（2016年11月25日、サークルチェンジ）
- FRIDAYデジタル写真集 清水みさと「輝くGカップBODY」（2017年1月6日、講談社、撮影：佐藤裕之）
- 清水みさと みさと先生コンプリート!! グラビア学園（2017年3月17日、グラビア学園）
- 清水みさと みさっちゃんは僕の彼女 <上>（2018年10月12日、DEC）
- 清水みさと みさっちゃんは僕の彼女 <下>（2018年11月9日、DEC）
- 【デジタル限定】清水みさと写真集「また、あえた」 週プレ PHOTO BOOK（2022年1月24日、集英社、撮影：前康輔）

## 著書
- サウナのぷりンセス（2022年11月1日、トラツグミ出版）